# روينا غرين ماثيوز
روينا غرين ماثيوز (بالإنجليزية: Rowena Green Matthews)‏ هي عالمة كيمياء حيوية أمريكية، ولدت في 20 أغسطس 1938 في كامبريدج في المملكة المتحدة.